# Cannorhiza connexa
Cannorhiza connexa är en manetart som beskrevs av Ernst Haeckel 1880. Cannorhiza connexa ingår i släktet Cannorhiza och familjen Archirhizidae. Inga underarter finns listade i Catalogue of Life.